# PhotoDirector
PhotoDirector(フォトディレクター)は、サイバーリンクが開発・販売している写真編集ソフトウェア。

## 主な機能
写真処理
- 非破壊処理方式による、オリジナル素材を保持したままの写真調整。
- ホワイトバランス、レベル、トーン、色調、光量などの修正。
- 修正箇所エリアの境界線を自動認識するブラシツールによる一定の範囲内のみの修正
- グラデーションマスク、スポット補正。
- デジタルカメラのRAWファイルの取り込み。
- 修正内容を保存できるプリセット機能。

スライドショー作成機能
- H.264 - M2TS & MPEG4 形式、WMV ファイル形式
- フェード、ワイプエフェクト、カラーボード、テイスト、BGMの追加

ソーシャルメディア対応
- Facebook、Flickrへ写真をアップロード、YouTubeへ写真スライドショーをアップロード。

## バージョン履歴
PhotoDirector 2011
- 2011年5月31日、ベータ版を無償公開[1][2]。フィードバックを送ると、製品版を無償提供した。
- 2011年6月21日、正式版を発売[3]。
- 非破壊処理方式の編集環境
- 特定範囲のマスク処理
- カラーレベル、ホワイトバランス、ノイズリダクション
- 主要デジタルカメラメーカーRAWファイルをサポート

PhotoDirector 3
- 2011年12月22日、ベータ版無償公開[4]。
- 2012年3月1日、正式版を発売[5]。
- 最大5層のグラデーションマスク
- 任意の範囲の中のエフェクトを正確に除去するクリーナーブラシ機能
- 白く美しく歯の色を補正するトゥースブラシツール
- 16 bit カラーのサポート
- IPTCメタデータの追加編集機能

PhotoDirector 4
- 2012年9月19日発売[6]。
- 不要な対象物を自然に除去・背景補正する、コンテンツアウェア除去機能
- HDR エフェクト、色収差の補正
- 人物の体型を修整する、ボディシェイパー機能
- 人物の顔認識機能

PhotoDirector 5
- 2013年9月6日、発売[7]。
- 最大5枚のブラケットHDR

PhotoDirector 6
- 2014年9月17日、発売[8][9]。
- 集合写真の顔入れ替え（複数枚撮影した集合写真の一部分だけを入れ替えることにより、全員が良い笑顔の集合写真を合成）
- パノラマ合成（位置をずらして撮影した複数の写真を合成してパノラマ写真を作成。継ぎ目は自動で自然に補修）
- スキントーン（人物の肌を自然な色合いに補正する専用ツール）
- 円形フィルター（円形の範囲選択により、エフェクトや色調整効果を自然にかけられる）
- パノラマ合成（位置をずらして撮影した複数の写真を合成してパノラマ写真を作成。継ぎ目は自動で自然に補修）
- サイバーリンククラウドとの連携（サイバーリンク社のクラウドサービスにファイルを保存、バックアップ可能）

PhotoDirector 7
- 2015年9月15日、発売[10]。
- 写真内の境界線を認識し、背景と被写体を切り分ける機能
- ボケ味を加える機能
- パノラマ写真合成

PhotoDirector 8
- 2016年9月13日、発売[11]。
- 2017年6月23日、学校におけるマルチメディア教育の促進を目標として「PhotoDirector 8 School Edition」を全国の教育機関を対象に 2020年5月31日までライセンスフリーで提供開始した[12]。
- ビデオ to フォトクリエーター
  - フリーシャッター(ビデオの 1 フレームを写真として取り込む機能)
  - カメラやスマートフォンなどで、左右に振って撮影したビデオからパノラマ写真を作成
  - ベストグループショット(ビデオから、複数のフレームをキャプチャーして合成する機能)
  - モーションフォト(ビデオから、動きのある被写体を複数キャプチャーして トラッキングし合成する機能)
- モーションブラー
- カラースプラッシュ
- オーバーレイ(テンプレートを選ぶだけで、写真にレンズフレアやスクラッチなどの多彩な効果を適用する機能)
- クイックテンプレート(テンプレートを選ぶだけでさまざまなレイヤーを駆使した作品を作る機能)

PhotoDirector 9
- 2017年9月19日、発売[13]。
- 360 度写真の編集機能
- モーションスチル(動画または連続写真から写真の一部分だけを動かすシネマグラフ)を作成する機能
- かすみの除去
- 写真の一部だけを移動
- ゆがみ変形

PhotoDirector 10
- 2018年9月26日、発売[14]。

PhotoDirector 11
- 2019年09月25日、発売[15]。

PhotoDirector 12
- 2020年09月17日、発売[16]。

PhotoDirector 13
- 2021年09月16日、発売[17]。

PhotoDirector 14
- 2022年09月15日、発売[18]。

PhotoDirector 2024
- 2023年09月14日、発売[19]。

PhotoDirector 2025
- 2024年09月19日、発売[20]。

## モバイル版
Android版「PhotoDirector」
- 2014年3月10日公開[21]。

Windows ストア版「PhotoDirector Mobile」
- 2013年6月5日公開[22]。
- 2013年8月8日にv2.0を公開[23]

## ソースネクスト版
PhotoDirector EXPERT
- 2013年10月28日ダウンロード版を発売[24]。パッケージ版は12月13日に発売。
- 「PhotoDirector 4 Ultra」の名称を変えたもの。

PhotoDirector EXPERT 2
- 2014年12月24日発売[25]
- 「PhotoDirector 5 DELUXE」を改題したもので同一製品である[26]。